# Olgyay Ferenc

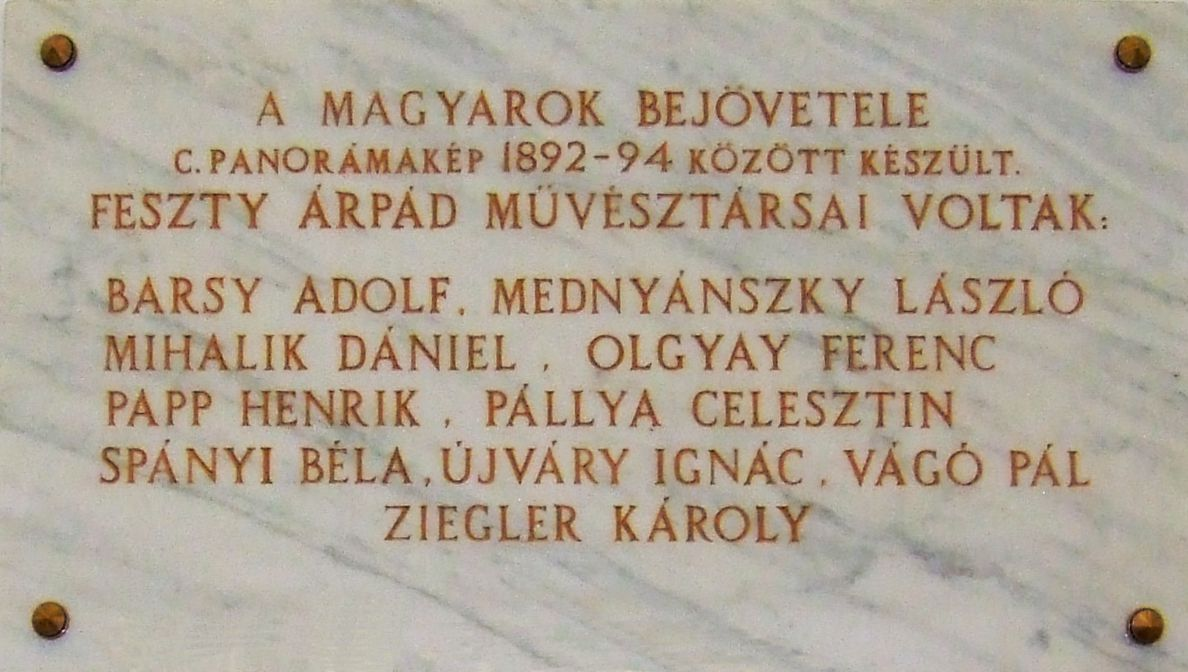
Feszty Árpád és művésztársai emléktáblája az ópusztaszeri rotundában

Olgyay Ferenc (Jászberény, 1872. augusztus 22. – Budapest, 1939. február 17.) magyar festő.

## Élete és munkássága

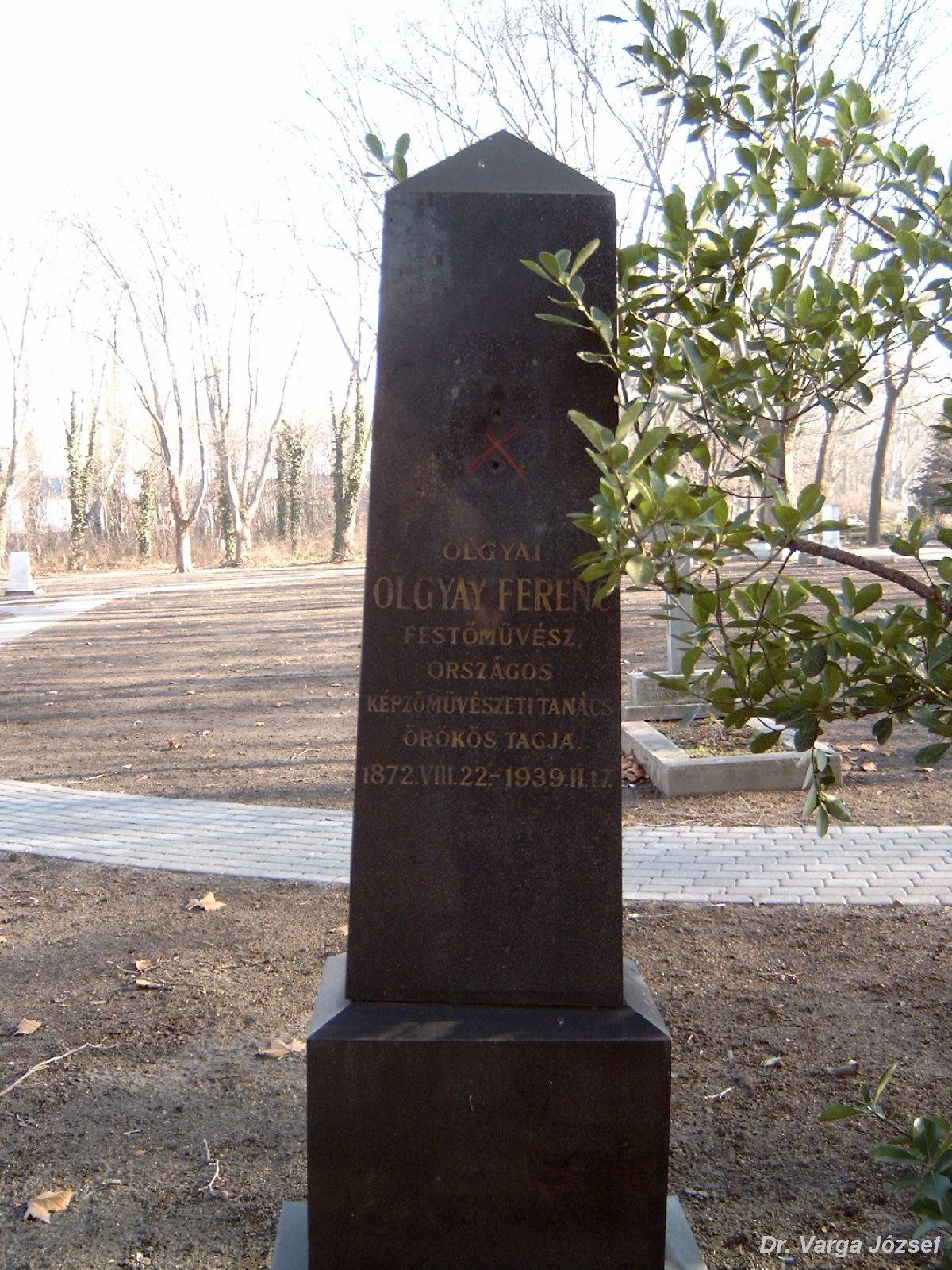
Olgyay Ferenc sírja Budapesten. Kerepesi temető: 41-1-28.

Budapesten és Münchenben folytatott festészeti tanulmányokat. Hazatérve Szolnokra ment, ott a Szolnoki művésztelep egyik alapító tagjává vált.  1893-95 közt részt vett Vágó Pállal és Mednyánszky Lászlóval együtt a Feszty-körkép megalkotásában.  Egyedi alkotásai a természet beható tanulmányozásáról árulkodnak. Festészetének korai időszakában hatott rá az impresszionizmus.
1907-ben csatlakozott a MIÉNK képzőművészeti csoportosuláshoz, majd Iványi-Grünwald Béla hívására a Kecskeméti művésztelepre ment festeni, nyaranként felelősségteljes rajz- ill. festőtanári munkát vállalt, korrigált a művésztelep tanfolyamain. A kecskeméti telep szecessziós stílust követő festőivel szembefordult, végül 1914-ben elhagyta a telepet, Sárváron szervezett képzőművészeti iskolát, majd 1920-ban Budapestre költözött.
1921-ben csatlakozott a Benczúr Társasághoz. Legértékesebbek realista szemléletű, széles előadású alföldi tájképei.  Műfaj tekintetében többnyire tájképeket festett, gyakran alakokkal, állatokkal. Fő motívumait a természetből merítette.
Leggyakrabban csoportos kiállításokon vett részt a Nemzeti Szalonban, 1909-ben a Könyves Kálmán Galériában. Műveit őrzi a Magyar Nemzeti Galéria, de festményeinek számosabb része magántulajdonban van.

### Műveiből, év megjelöléssel

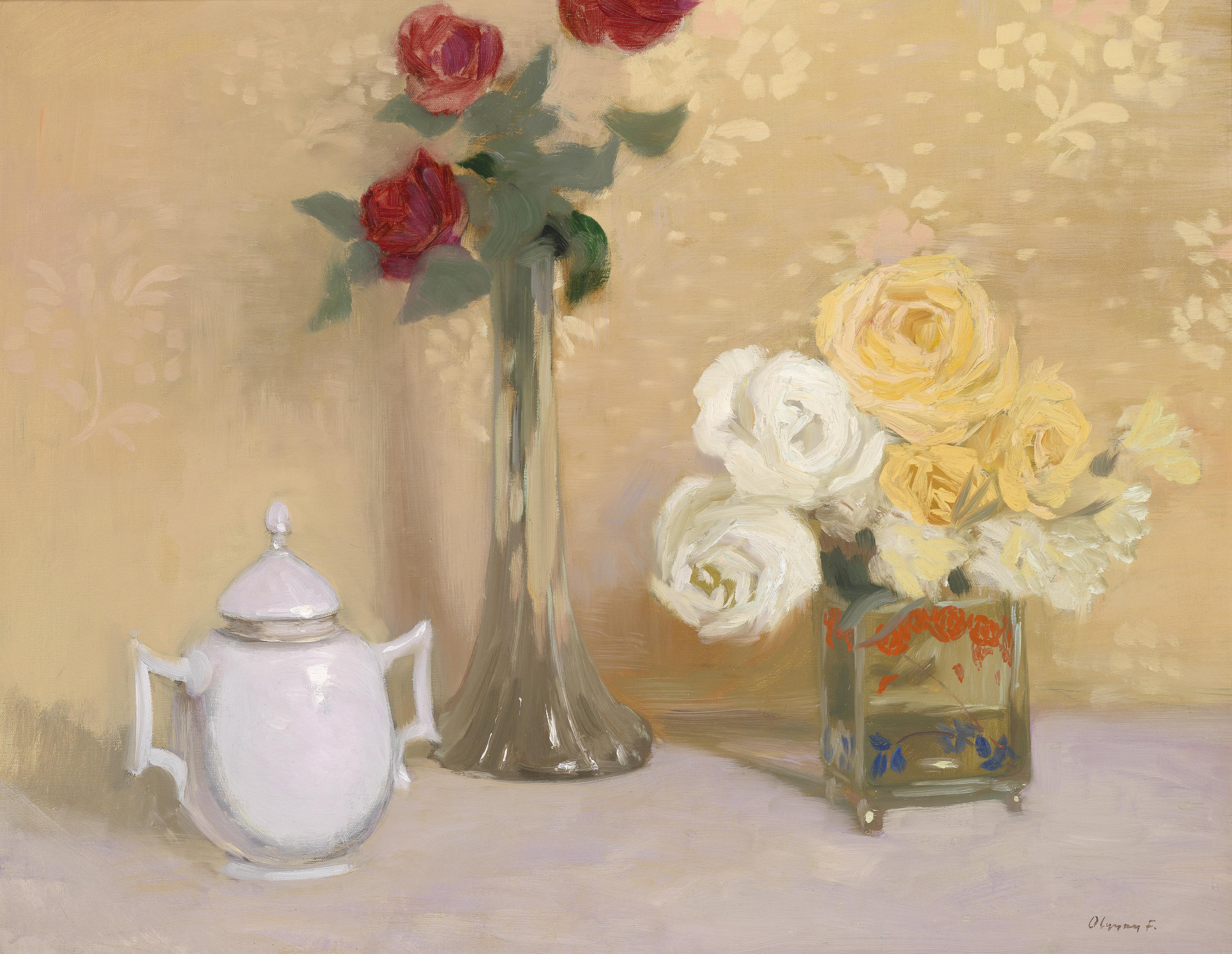
Csendélet

- Szántás (1893) (olaj, vászon; 38 cm x 70 cm)
- Kukoricaföld (1894)
- Tehenek akácosban (1905)
- Téli séta a tóparton (1907) (olaj, vászon; 60,5 cm x 80 cm)
- Őszi napsütés (1907) (olaj, vászon; 73 cm x 101 cm)
- Kerti kút (1912 körül)
- Rózsafa (1912 körül)
- Csendélet (1913) (olaj, vászon; 40 cm x 31 cm)
- Szeptemberi reggel (1920)
- Pipacsos rét (1922) (olaj, vászon; 40 cm x 51 cm)

### Művei, évszám nélkül
- Dunakanyar (olaj, vászon; 45 cm x 60 cm) (MNG)
- Dunai látkép (1935 előtt) (olaj, vászon) (MNG)
- Várhegyről (1935 előtt) (olaj, vászon)
- Holt Tisza
- Mocsaras táj
- Holdfelkelte
- Virágzó fa
- Szarvasbőgés

## Társasági tagság
- MIÉNK
- Benczúr Társaság

## Díjak
- Nagy állami aranyérem (1905 a „Tehenek akácosban” c. festményéért, mely a Képzőművészeti Társulat tavaszi tárlatán volt látható)[7]